# Siri Jørgensdatter
Siri Jørgensdatter, född 1717, var en norsk bondflicka som ställdes inför rätta för häxeri i Oppland 1730. Hennes mål är det sista trolldomsmålet som finns dokumenterat i Norge (strax efter det mot Brita Alvern). 
Hon hade för sin lokala kyrkoherde bekänt att hennes nyligen avlidna mormor/farmor varit en häxa som hade tagit henne till Blåkulla. Prästen inrapporterade historien till biskopen och guvernören, vilket ledde till att Siri förhördes av myndigheterna om misstänkt häxeri. 
Siri uppgav att hennes mormor/farmor hade smort en gris med en salva och flugit med henne till Blåkulla, där hon träffades Satan, som bjudit henne på mat och sedan skurit henne på fingret och bitit henne på örat, där hon sedan inte kunde känna smärta. Mormodern/farmodern hade också mjölkat knivar som hon stuckit i väggen, och på sin dödsbädd hade hon gett Siri en träkopp med sin flygsalva, som dock Siris faster/moster hade förstört. Siri Jørgensdatter hade därefter beslutat att anmäla sig själv, fast smådjävlar försökt avråda henne. Hon hade också angett två kvinnor som sina medbrottslingar. 
Vid denna tid var häxeri fortfarande förbjudet i Norge, men trolldomsmålen hade efter 1670 sällan lett till dödsdomar och efter 1700 nästan helt avstannat: Birgitte Haldorsdatter var den sista person som dömts, och det var 1715 och då till tukthus och inte till döden. Myndigheterna beskrev Siri Jørgensdatters historia som uppenbart influerad av de gamla historierna om häxprocessen i Mora, och avvisade hela målet. Siri frigavs och hennes vidare liv är okänt. 